# Interiezione
Una interiezione o esclamazione è una parte del discorso che esprime un particolare atteggiamento emotivo del parlante, in modo estremamente conciso. Nella lingua scritta l'interiezione è genericamente seguita dal punto esclamativo, che ne sottolinea l'enfasi e l'immediatezza.

## Tipologia
In base alla forma le interiezioni si dividono in:
- proprie o primarie, se hanno soltanto funzione di interiezione (ah!, eh!, oh!, boh!, ahimè!);
- improprie o secondarie, se comprendono altre parti del discorso, utilizzate come interiezione (zitto!, peccato!, cavolo!, mostro!);
- locuzioni interiettive, se formate da gruppi di parole separate (mio Dio!, per amor del cielo!, porca miseria!, povero me!, al fuoco!, al ladro!).

## Interiezioni brevi
Particolarmente frequenti sono le interiezioni proprie più brevi, tra cui si ricordano le seguenti:
- Ah indica, a seconda del contesto, un rimprovero, un desiderio oppure rabbia o sorpresa.
- Eh è un'interiezione particolarmente ricca di significati; tra l'altro, indica l'esortazione all'interlocutore di prendere posizione o di rispiegare quanto è stato appena detto: La ragazza si chiama Kunigunde - Eh? Come hai detto?
- Ih indica sorpresa, repulsione e talvolta orrore.
- Oh è più specializzato verso la gioia e l'ammirazione. Se si utilizza due volte "Oh, oh" può esprimere una sensazione di paura o stupore per qualcosa che si è fatto.
- Boh è diffuso nell'italiano colloquiale per parafrasare non lo so o comunque per esprimere un rifiuto a prendere posizione.
- To' (scritto anche toh) è anch'esso diffuso nell'italiano colloquiale, per parafrasare "tieni" e accompagna l'esortazione a prendere qualcosa o a prenderne conoscenza; denota anche sorpresa.

### Interiezioni regionali
- Neh, usato soprattutto nell'italiano settentrionale, in particolare in Piemonte, indica che il locutore attende una conferma (neh = nevvero).
- De', una tipica interiezione della lingua toscana, e in particolare del vernacolo livornese[senza fonte], priva di un significato preciso.
- gna, nca, ca, tipica interiezione del siciliano con variazioni da provincia a provincia che vuol significare "va bene" [nca vabbè ("va bene" detto con stizza, fastidio)].
- Pota, tipica interiezione del dialetto bergamasco e bresciano.
- Alò, tipica interiezione del dialetto aretino.